# 메아칸산

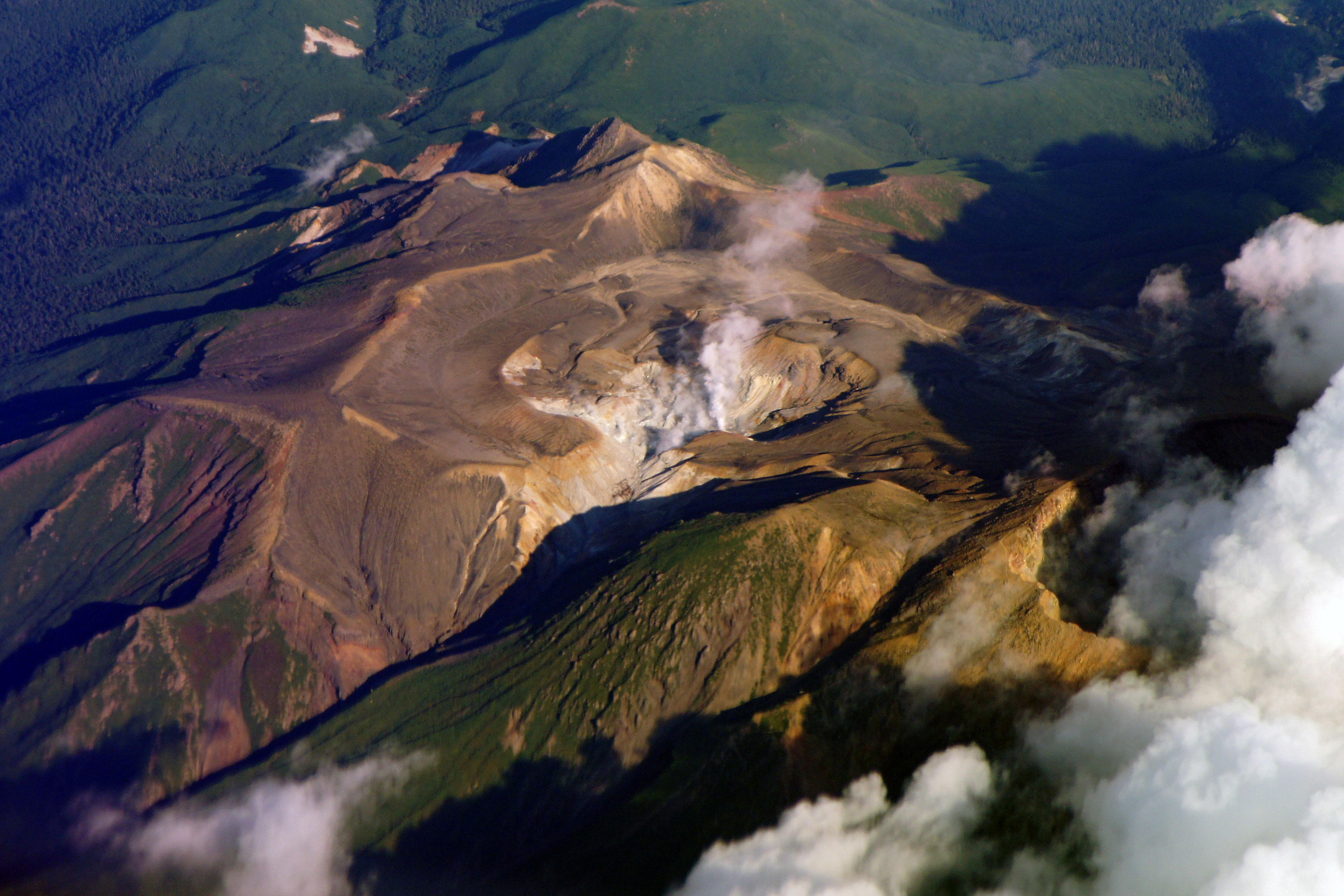
메아칸 산

메아칸산(일본어: 雌阿寒岳)은 일본 홋카이도에 있는 화산으로, 지금까지 활동하고 있는 활화산이다. 이 화산은 성층 화산으로, 작은 화구호들과 커다랗고 화산가스같은 기체들이 나오는 분화구가 있는데, 이곳에서는 때때로 격렬한 화산가스 분출을 하기도 한다. 이 화산은 아칸후지 산과 붙어있다. 말하자면 이 화산은 복합 화산으로 말할 수 있다.
마지막 분화는 2008년에 있었으며, 2006년 분화 때에는 분화가 잘 관측되었다. 메아칸 산은 현재 분출을 멈추었으나 지금까지도 증기와 화산가스를 내뿜는 활화산이다.